# Cheb Airport
Cheb Airport (tjeckiska: Letiště Cheb)  (CAO: LKCB) är en flygplats i Tjeckien.   Den ligger i regionen Karlovy Vary, i den västra delen av landet, 140 km väster om huvudstaden Prag. Cheb Airport ligger 483 meter över havet.
Terrängen runt Cheb Airport är platt norrut, men söderut är den kuperad. Terrängen runt Cheb Airport sluttar norrut.Runt Cheb Airport är det ganska tätbefolkat, med 239 invånare per kvadratkilometer. Närmaste större samhälle är Cheb, 2,9 km nordväst om Cheb Airport. Trakten runt Cheb Airport består till största delen av jordbruksmark.